# Русловедение
Руслове́дение — географическая наука о русловых процессах на стыке геоморфологии и гидрологии.
Функция русловедения — прогноз русловых деформаций для потребностей практики. Предметом русловедения являются русловые процессы, а также причины, закономерности и виды русловых процессов, которые предполагается исследовать многофакторными эволюционными моделями.

## Этапы развития
- 1930—1960 гг.	Морфометрические формулы и графики без деления по типам русловых процессов. Поиск универсальной формулы, описывающей все реки.
- 1950—1975 гг. Типизации русловых процессов. Выявление разных форм речных русел.
- 1970—2000 гг. Морфометрические формулы и графики с разделением по типам русловых процессов. Поиск связей между параметрами русла в разных типах русел.
- с 1980 г. Однофакторные классификации русловых процессов. Поиск генетических последовательностей типов русел.
- с 2000 г. Двухфакторные классификации русловых процессов. Учёт разных факторов в формировании типов русел.